# Prisacă (sistem de fortificații)
Prisacă (în maghiară gyepű) este un termen care se referă la un sistem medieval de fortificații din zone împădurite lăsate în paragină, prevăzute cu locuri de trecere supravegheate militar, denumite porți. 
Acestea reprezentau linii defensive constituite din elemente complexe de fortificare: valuri continue, palisade construite în zone de trecere obligatorie și chiar fortificații din pământ și lemn și turnuri de supraveghere. Prisăcile erau dispuse pe aliniamente naturale ușor de apărat și, erau întărite prin plantarea de vegetație deasă, șanțuri și întărituri din stâlpi de lemn.
Unii cercetători atribuie apariția primelor prisăci pe teritoriul Transilvaniei migratorilor avari.

## Legăturiexterne
- CONSIDERAȚII CU PRIVIRE LA LINIILE ÎNTĂRITE DE TIPUL PRISĂCILOR DIN TRANSILVANIA (sec. IX-XIII)*